# تحريف التوراة والإنجيل
التحريف أو التحريف للكتاب المقدس، هو مصطلح يستخدمه معظم المسلمين للإشارة إلى التغييرات التي يعتقد أنها طرأت على الكتب السابقة من الله، وخاصة تلك التي تشكل التوراة، والزبور أو المزامير، والإنجيل. ويُستخدم المصطلح أيضًا للإشارة إلى ما يعتبره المسلمون تفسيرات يهودية ومسيحية محرفة للوحي السابق من الله، والمعروف باسم "تحريف المعنى".

## أصل
أصول التحريف هي موضع نقاش. في القرن الثامن، ادعى مقاتل بن سليمان في تفسيره للبقرة 2:79 من القرآن الكريم أن اليهود حرفوا التوراة وأزالوا ذكر محمد في القرآن الكريم في تفسيره 2:79. يشكك بعض الأكاديميين في صحة هذا الحديث عن التحريف. ادعى عالم الزيدية في القرن التاسع القاسم الرسي أن اليهود والمسيحيين أساءوا تفسير التوراة والزبور والإنجيل. ويشار إلى هذا المفهوم باسم "تحريف المعنى". ومع ذلك، لم يعتقد القاسم الراسي أن الكتاب المقدس قد تم تفسيره بشكل خاطئ فحسب، بل كان يعتقد أنه يحتوي على نقل غير أصيل.
وفقًا لكاميلا أدانج، فإن المفسر القرآني المبكر الطبري كان يعتقد أن هناك توراة أصلية لموسى ضاعت ثم أعادها عزرا إلى جانب توراة مختلفة أنشأها الحاخامات واليهود الجهلة. وقد شك الطبري في أن اليهود في عصره كانوا يستخدمون هذه التوراة المختلفة بدلاً من التوراة الموسوية الأصيلة، ولهذا السبب ميز الطبري بين الإشارة إلى توراة عصره بأنها "التوراة التي لديهم اليوم". ويقول الطبري في مكان آخر من تفسيره للقرآن البقرة 2:42 أن اليهود أدخلوا الباطل بأيديهم في التوراة.
ومن الجدير بالذكر أن بعض أصحاب النبي صلى الله عليه وسلم مثل عثمان (حسب تفسير ابن كثير 2:79) وابن عباس قالوا بعض الأقوال التي توحي بأنه يعتقد أن كتب "أهل الكتاب" قد حرفت. وفي صحيح البخاري عنه قال:
قال ابن عباس: علام تسألون أهل الكتاب عن شيء وكتابكم الذي أنزل على رسول الله صلى الله عليه وسلم أحدث وأحدث؟ تقرؤونه خالصا غير محرف ولا مبدل، وقد أخبركم الله أن أهل الكتاب غيروا كتابهم وحرفوه وكتبوه بأيديهم وقالوا: هو من عند الله ليشتروا به ثمناً قليلاً، أفلا يمنعكم ما جاءكم من العلم أن تسألوهم عن شيء؟ كلا والله ما رأينا منهم رجلاً قط يسألك عما أنزل إليك!

وقد تم تفصيل تحريف النص الكتابي على نطاق أوسع من قبل ابن حزم في القرن الحادي عشر، والذي نشر مفهوم "تحريف النص". رفض ابن حزم ادعاءات تأليف موسى للتوراة واعتبر أن عزرا هو مؤلف التوراة. لقد نظم بشكل منهجي الحجج ضد صحة النص التوراتي في الكتاب المقدس العبري والعهد الجديد من كتابه: عدم الدقة والتناقضات الزمنية والجغرافية، والمستحيلات اللاهوتية (التعبيرات المجسمة، وقصص الزنا والفجور، ونسب الخطايا إلى الأنبياء)، فضلاً عن عدم وجود نقل موثوق (تواتر) للنص.
ويوضح ابن حزم كيف تم تحريف التوراة في حين لم تكن هناك إلا نسخة واحدة من التوراة محفوظة لدى كهنة هارون في هيكل القدس. لقد كان لحجج ابن حزم تأثير كبير على الأدب والعلماء المسلمين، وقد تم تعديل الموضوعات التي أثارها فيما يتعلق بالتحريف والأفكار الجدلية الأخرى بشكل طفيف من قبل بعض المؤلفين اللاحقين. وقد روى عالم الشيعة الإثني عشرية ابن بابويه مناظرة بين علي الرضا والكاثوليكوس حيث ادعى علي الرضا الإمام الثامن للإثني عشرية أن الأناجيل الموجودة قد تم إنشاؤها وتغييرها بعد ضياع الإنجيل الأصلي.
وقد دعا إلى التحريف أيضًا المسلمون القرآنيون مثل راشد خليفة، الذي اعتقد أن الوحي السابق من الله، مثل الكتاب المقدس، يحتوي على تناقضات بسبب التدخل البشري.

## أنواع
يكتب أمين أحسن إصلاحي عن أربعة أنواع من التحريف:
1. تفسير شيء ما عمداً بطريقة تتعارض مع نية المؤلف. تحريف نطق الكلمة إلى درجة تغير الكلمة كلياً.
2. إضافة أو حذف إلى جملة أو خطاب بطريقة تشوه المعنى الأصلي. على سبيل المثال، وفقًا للتقاليد الإسلامية، قام اليهود بتغيير حادثة هجرة إبراهيم حتى لا يتمكن أحد من إثبات أن إبراهيم كان له أي علاقة بالكعبة.
3. إثارة أسئلة حول شيء واضح لخلق حالة من عدم اليقين أو تغييره تمامًا.[7][8]

## الحجج و الادلة
يُصرّ العديد من علماء المسلمين على أن الوحي الأصلي الذي أُنزل على موسى (التوراة) وعيسى (الإنجيل) كانا كتابين سماويين حقيقيين، إلا أن هذه النصوص خضعت لاحقًا لتغيير بشري - من خلال الحذف أو إعادة التفسير أو التعديل النصي. ويتجذر هذا الاعتقاد في تأكيدات القرآن الكريم على أن بعض طوائف أهل الكتاب "يُحرّفون الكلم عن مواضعه" (القرآن 4:46؛ 5:13)، وأن بعض الرسائل الرئيسية - وخاصةً المتعلقة بمجيء النبي محمد (صلى الله عليه وسلم) وطبيعة التوحيد - قد حُجبت أو غُيّرت. وقد جادل المفكرون المسلمون تاريخيًا بأن الإشارات إلى مجيء النبي محمد (صلى الله عليه وسلم) كانت موجودة أصلًا في الكتب المقدسة السابقة، ولكنها إما حُذفت أو أُعيد تفسيرها بمرور الوقت. والجدير بالذكر أن العديد من العلماء الغربيين قد رددوا هذا الرأي، وإن بعبارات مختلفة. على سبيل المثال، يشير جيفري باريندر في كتابه "يسوع في القرآن" (1965) إلى أن "بعض الطوائف المسيحية المبكرة، مثل الإبيونيين، اعتبرت يسوع نبيًا لا إلهًا، ورفضت الصياغات اللاحقة للثالوث". وهذا يتماشى مع الادعاء الإسلامي بأن أتباع يسوع الأوائل كان لديهم فهم أكثر إنسانية ونبوئية لرسالته، والذي حل محله لاحقًا اللاهوت الهيليني. وبالمثل، جادل هانز كونغ، وهو عالم لاهوت كاثوليكي سويسري، بأن "عقيدة الثالوث لم يصغها يسوع نفسه ولم توجد في الطبقات الأولى من تقاليد الإنجيل". يدعم اعتراف كونغ الادعاء الإسلامي بأن التطورات اللاهوتية اللاحقة - وخاصة رفع يسوع إلى مرتبة الإله - لم تكن جزءًا من الرسالة الأصلية بل نتيجة قرون من التطور العقائدي. فيما يتعلق بحفظ النصوص، وثّق بارت د. إيرمان، وهو باحث أمريكي رائد في العهد الجديد، على نطاق واسع كيف حُرّفت مخطوطات الكتاب المقدس على مر الزمن، سواءً عن قصد أو عن غير قصد. في كتابه "تحريف اقتباسات يسوع: القصة وراء من غيّر الكتاب المقدس ولماذا" (2005)، كتب إيرمان: "كلما درستُ تقاليد مخطوطات العهد الجديد، أدركتُ مدى التغيير الجذري الذي لحق بالنص على مر القرون". وبينما لا يتناول إيرمان هذا الأمر من منظور إسلامي، فإن نتائجه تدعم بشكل غير مباشر ادعاءات المسلمين بأن الإنجيل - كما وُحي به أصلًا - لم يُحفظ في صورته الأصلية. بالإضافة إلى ذلك، يشير بعض المدافعين عن الإسلام إلى مقاطع في الكتاب المقدس الحالي يجادلون بأنها تحتوي على إشارات خفية أو رمزية إلى محمد. على سبيل المثال، يتحدث سفر التثنية 18:18 عن نبي "مثل موسى"، وهو ما فسّره المفسرون المسلمون القدماء على أنه يشير إلى محمد. مع أن المفسرين المسيحيين يُعرّفون هذه الشخصية عادةً بأنها يسوع، إلا أن علماء مثل ديفيد بنجامين كيلداني - وهو قس كاثوليكي سابق اعتنق الإسلام - جادلوا في كتاب "إنجيل برنابا وحقيقة الإسلام" (1904) بأن هذه المقاطع أُعيد صياغتها عمدًا في المسيحية ما بعد مجمع نيقية لتتناسب مع أجندة لاهوتية مختلفة. وبينما لا تزال هذه الآراء مثيرة للجدل في الدراسات المسيحية، إلا أنها تعكس خيطًا متسقًا في الفكر الإسلامي وبعض تيارات البحث الأكاديمي الغربي: أن تشكيل الشريعة الكتابية انطوى على عمليات تاريخية وسياسية ولاهوتية معقدة ربما تكون قد شكلت، أو أعادت، صياغة النصوص كما نعرفها اليوم.

### انجيل برنابا
يُعد إنجيل برنابا نصًا مثيرًا للجدل، حيث رفضته الطوائف المسيحية السائدة إلى حد كبير، ومع ذلك استشهد به العديد من المفكرين المسلمين كدليل على معتقدات كريستولوجية مبكرة تتوافق أكثر مع التعاليم الإسلامية. هذا الإنجيل، الذي يقدم يسوع كنبي بشري ويتنبأ صراحةً بمجيء محمد بالاسم، قد رفضه معظم العلماء المسيحيين باعتباره تزويرًا من العصور الوسطى. ومع ذلك، لاحظ بعض الأكاديميين - مثل لونسديل راج ولورا راج، اللذان ترجما النص إلى الإنجليزية عام 1907 - أن بعض عناصر إنجيل برنابا تعكس أفكارًا موجودة في الطوائف اليهودية المسيحية السابقة، مثل الإبيونيين، الذين أنكروا ألوهية المسيح واتبعوا الشريعة اليهودية. في حين أن صحة الإنجيل لا تزال موضع نقاش، فإن محتواه اللاهوتي يتردد صداه مع النظرة القرآنية ليسوع، مما دفع البعض إلى القول بأنه يحافظ على فرع من المسيحية المبكرة تم تهميشه لاحقًا من قبل عقيدة بولس. كما لاحظ جورج سيل، المستشرق ومترجم القرآن الكريم في القرن الثامن عشر، "هناك سبب وجيه للاعتقاد بأن إنجيل برنابا يعرض معتقدات بعض الطوائف المسيحية القديمة التي تشبه مبادئها إلى حد كبير مبادئ الإسلام".

### بولس الطرسوسي
أحد الموضوعات المهمة في الدراسات الإسلامية وبعض الدراسات المسيحية التنقيحية هو دور بولس الطرسوسي في تحويل رسالة يسوع من التوحيد النبوي إلى لاهوت معقد يركز على ألوهية المسيح وموته الفدائي. وقد شبه الكتاب المسلمون بولس بشخصية أدخلت الابتكار على رسالة المسيح النقية، تمامًا مثل شخصية عبد الله بن سبأ المثيرة للجدل التي يتم تصويرها في بعض الروايات الإسلامية الذي ادعت الوهية علي. وقد لاحظ توماس جيفرسون، الرئيس الأمريكي الثالث والمفكر الديستي، ذات مرة في رسالة خاصة (1822)، "كان بولس أول مفسد لتعاليم يسوع". وبالمثل، يزعم جيرد لودمان، وهو باحث ألماني في العهد الجديد، في كتابه بولس: مؤسس المسيحية (2002)، أن "التحول من يسوع التاريخي إلى المسيح الإلهي متجذر في لاهوت بولس، وليس في يسوع نفسه". يكتب بارت د. إيرمان في كتابه كيف أصبح يسوع إلهًا (2014): "لم يكن يسوع هو من أعلن نفسه إلهيًا، بل أتباعه اللاحقون مثل بولس، الذين فسروا مهمته من خلال عدسة يونانية رومانية للرجال الإلهيين والمخلصين المحتضرين". وهذا يدعم بقوة الموقف الإسلامي القائل بأن تأثير بولس لعب دورًا أساسيًا في تغيير الرسالة التوحيدية الأصلية ليسوع.

### تطور علم المسيح في الأناجيل القانونية
إحدى الملاحظات النقدية التي قدمها علماء النصوص هي التطور التدريجي لتصوير يسوع عبر الأناجيل القانونية الأربعة. يقدم إنجيل مرقس، الذي يعتبره العلماء على نطاق واسع الأقدم (حوالي 70 ميلاديًا)، يسوع كمعلم بشري وصانع معجزات. يُعبر عن جهله أحيانًا (مرقس ١٣:٣٢)، ويُرى وهو يصلي إلى الله، ولا يدّعي الألوهية أبدًا. وكما لاحظ جيمس د. ج. دان في كتابه "تذكر يسوع" (٢٠٠٣)، "يسوع مرقس يهودي تمامًا، نبي كاريزمي ليس لديه أي ادعاءات واضحة للألوهية الوجودية". على النقيض من ذلك، بدأ إنجيلا متى ولوقا (اللذان كُتبا بين عامي ٨٠ و٩٠ ميلاديًا) في تطوير دوافع لاهوتية أكثر وضوحًا: سرديات ميلاد عذراء، وتحقيق النبوة، وألقاب مُجلّة مثل "ابن الله"، على الرغم من أنها لا تزال في كثير من الأحيان مجازية أو وظيفية أكثر من كونها وجودية. وأخيرًا، يُقدم إنجيل يوحنا، الذي كُتب أخيرًا (حوالي ٩٠-١٠٠ ميلاديًا)، لاهوتًا مختلفًا جذريًا: يسوع باعتباره الكلمة، سابقًا للوجود ومشتركًا في الأزل مع الله، مُعلنًا "أنا والآب واحد"  و"قبل أن يكون إبراهيم، أنا كائن". هذا التطور الدرامي لم يَفُتْ انتباهَ الباحثين الغربيين. فقد كتب ريموند إي. براون، وهو باحثٌ كاثوليكيٌّ بارزٌ في الكتاب المقدس، في كتابه "ميلاد المسيح" (1993): "إنّ عقيدة يوحنا السامية في المسيح هي تفسيرٌ لاهوتيٌّ، وليست ذاكرةً تاريخيةً لادعاءات يسوع نفسه". وبالمثل، تُلاحظ إيلين باجلز في كتابها: "كانت للكنيسة الأولى آراءٌ مُختلفةٌ حول يسوع؛ ولم يهيمن تفسيرٌ إلهيٌّ مُحدّدٌ إلا مع مرور الوقت - ومن خلال صراعات السلطة". وهكذا، فقد استشهد كلٌّ من المفكرين المسلمين والنقاد التاريخيين بنمط التطور النصي - من يسوع النبوي في إنجيل مرقس إلى الكلمة الإلهية في إنجيل يوحنا - كدليلٍ على أن رسالة يسوع الأصلية خضعت لتحولٍ لاهوتيٍّ منهجي، مما أثار تساؤلاتٍ حول سلامة النصوص والعقائد في شريعة العهد الجديد.

## روابط خارجية
- الفساد في الكتاب المقدس: موقف المسلمين
- هل الكتاب المقدس محرف؟
- ماذا تعني الأناجيل للمسلمين